# Lay-Lamidou
Lay-Lamidou è un comune francese di 119 abitanti situato nel dipartimento dei Pirenei Atlantici nella regione della Nuova Aquitania.

## Società

### Evoluzione demografica
Abitanti censiti